# Вихрострумовий неруйнівний контроль
Вихростру́мовий (неруйнівни́й) контро́ль (англ. eddy current testing; ECT) — неруйнівний контроль, що ґрунтується на аналізі взаємодії зовнішнього електромагнітного поля з електромагнітним полем вихрових струмів, які наводяться в об'єкті контролю цим полем. Є одним з методів неруйнівного контролю виробів із струмопровідних матеріалів. Прилад для вихрострумового контролю носить назву «вихрострумовий дефектоскоп».

Анімація проведення вихрострумового неруйнівного контролю

## Принцип здійснення методу
Вихрострумовий метод контролю ґрунтується на аналізі взаємодії зовнішнього електромагнітного поля з електромагнітним полем вихрових струмів, що наводяться котушкою збудження в електропровідному об'єкті контролю цим полем. Як джерело електромагнітного поля найчастіше використовується котушка індуктивності (одна або декілька), що носить назву «вихрострумового перетворювача».
Синусоїдальний (або імпульсний) струм, що протікає в котушках вихрострумового перетворювача, створює електромагнітне поле, яке збуджує вихрові струми в електромагнітному об'єкті. Електромагнітне поле вихрових струмів впливає на котушки перетворювача, наводячи в них ЕРС або змінюючи їх повний електричний опір. Реєструючи напругу на котушках або їх опір, отримують інформацію про властивості об'єкта і про стан перетворювача залежно від його розташування відносно об'єкта. Особливість вихрострумового контролю полягає у тому, що його можна проводити без механічного контакту перетворювача з об'єктом. Їх взаємодія відбувається на відстанях, достатніх для вільного руху перетворювача відносно об'єкта (від часток міліметра до декількох міліметрів). Тому цими методами можна отримувати добрі результати контролю навіть за високих швидкостей відносного руху об'єктів.
Вихрострумовий контроль дозволяє виявляти як поверхневі, так і підповерхневі (залягають на глибині до 1…4 мм) дефекти.

## Об'єкти контролю
Об'єктами вихрострумового контролю можуть бути: основний метал, зварні з'єднання конструкцій, а також деталі. Вихрострумовим контролем можуть бути виявлені: кувальні, штампувальні, шліфувальні тріщини, надриви в елементах конструкцій та деталях; волосовини, неметалеві включення, пори в поковках та прокаті; тріщини, що виникли в елементах конструкцій та деталях при експлуатації машин.
Вихрострумовим методом не можуть бути проконтрольовані елементи конструкцій та деталі з різкими змінами магнітних або електричних властивостей; з дефектами (тріщинами), площини розкриття яких є паралельні до контрольованої поверхні або складають з нею кут менший від 10°. При вихрострумовому контролі не виявляються дефекти в елементах конструкцій та деталях: з поверхнями, на які нанесені електропровідні захисні покриття, якщо дефект не виходить на поверхню покриття; з поверхнями, покритими корозією.
Найкраще виявляються дефекти типу поперечних тріщин, зорієнтовані перпендикулярно до контрольованої поверхні. Ширина розкриття поперечної тріщини в певних межах не впливає на можливості її виявлення (20…30 мкм), однак можливості виявлення дуже щільних тріщин різко зменшується. Таке явище, наприклад, характерне для гартівних тріщин. Риски і надрізи в порівнянні з поперечними тріщинами, зазвичай, виявляються гірше. Заповнення порожнини дефекту брудом, нагаром, неелектропровідними оксидами тощо не призводить до зниження їх виявленості.

## Застосування
Метод контролю використовують в авіації для контролю стану конструкцій, виготовлених із струмопровідних матеріалів літаків:
- гальмівні барабани коліс;
- лопаті повітряних гвинтів;
- лопатки компресора і турбіни газотурбінних двигунів;
- силові елементи планера.

У залізничному транспорті вихрострумовий контроль застосовується для оцінювання стану рейок залізничних колій.